# Sylvilagus cunicularius

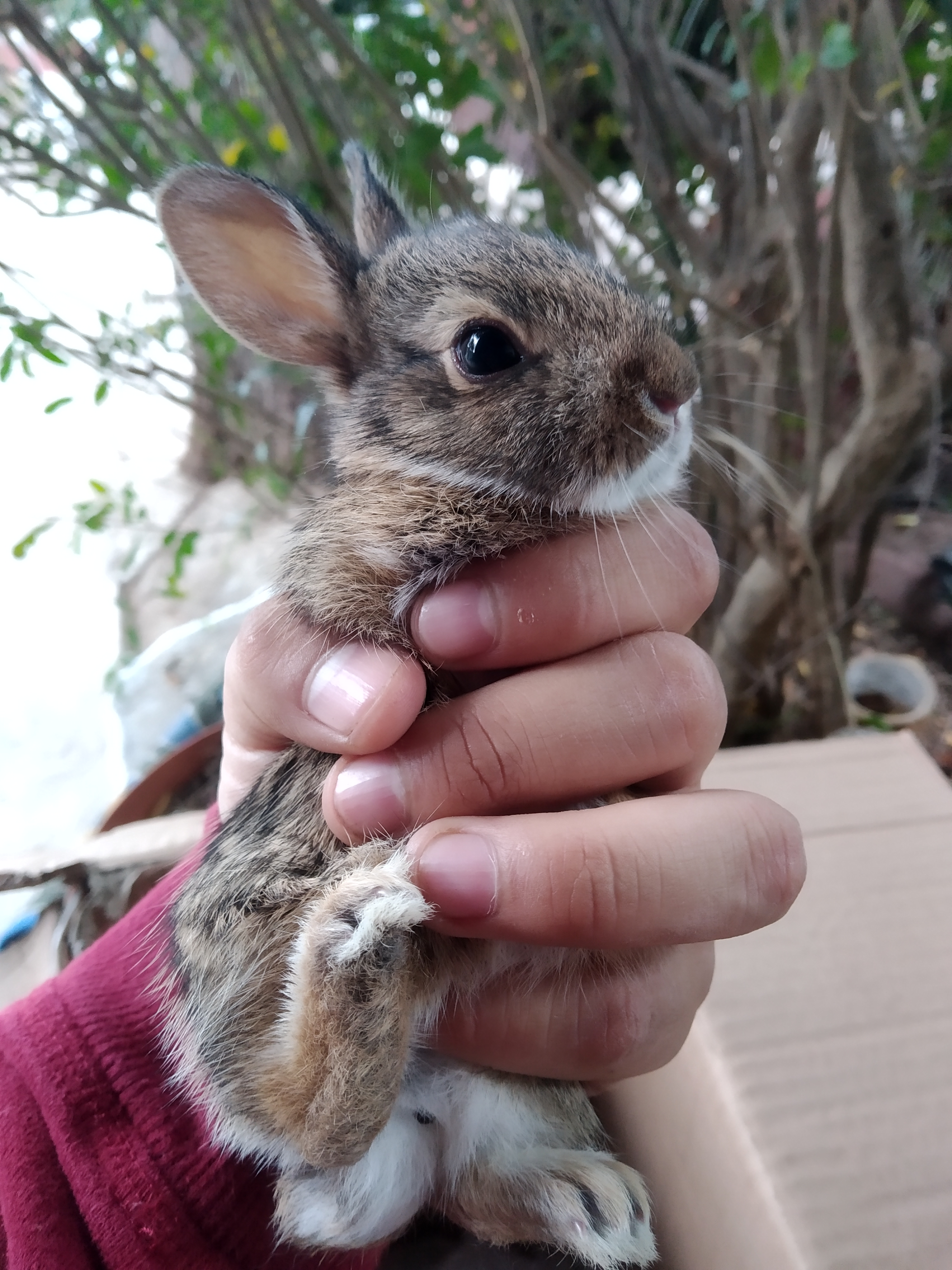

O Coelho-mexicano (Sylvilagus cunicularius) é um leporídeo endêmico do México.